# Koula (Koulikoro)
Koula ist eine Gemeinde im Kreis Koulikoro in der Region Koulikoro in Mali. 

## Geografie
Koula liegt im Südwesten Malis, etwa 30 Kilometer nördlich die Provinzhauptstadt Koulikoro und etwa 60 Kilometer nordöstlich der nationale Hauptstadt Bamako.

## Einwohnerentwicklung
Die letzten Volkszählungen ergaben jeweils folgende Einwohnerzahlen:
| Jahr | Einwohner |
| ---- | --------- |
| 1998 | 20.799    |
| 2009 | 23.448    |

## Verkehr
Koula liegt nahe der Regionalstraße R14.